# Яалон, Моше

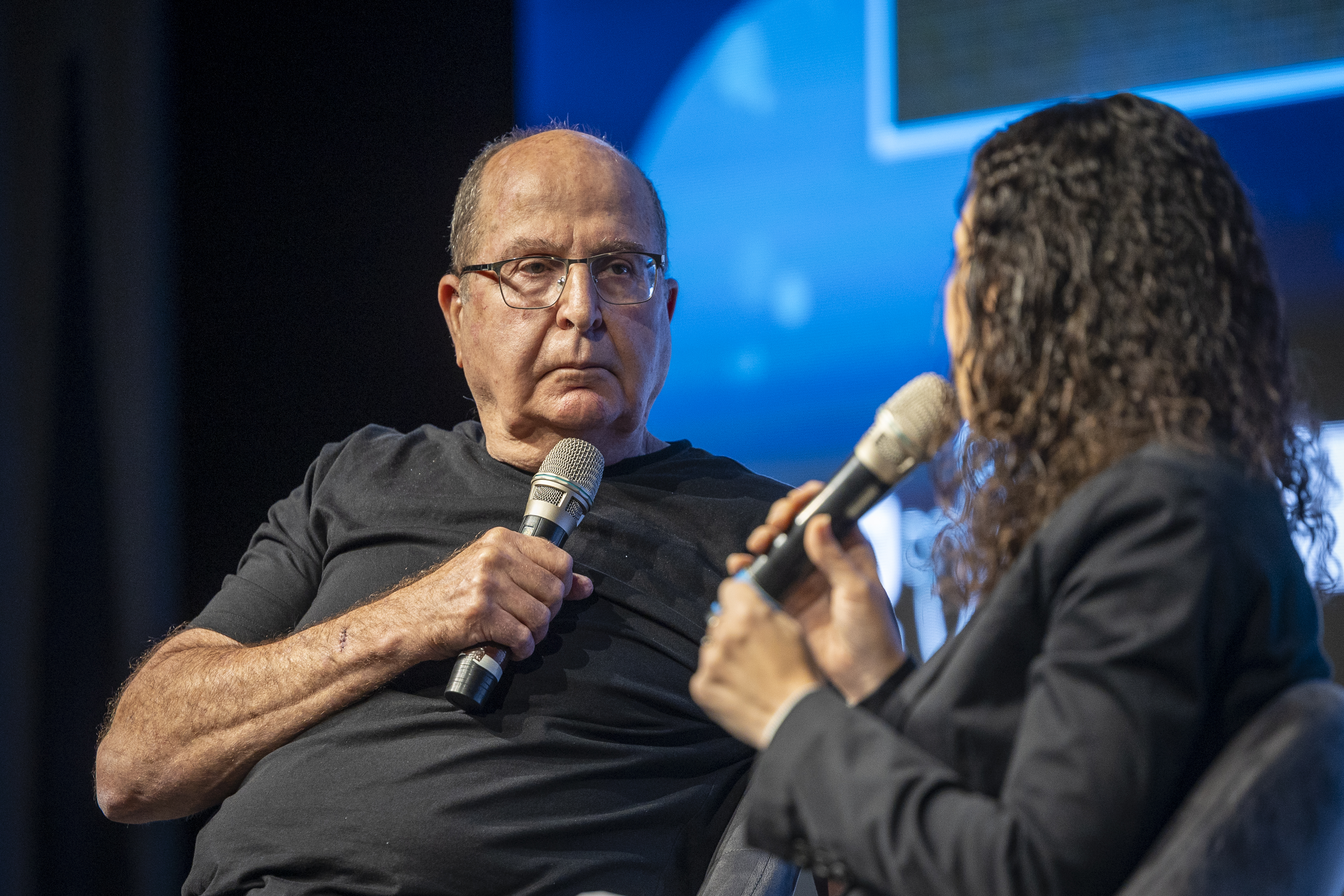
Моше (Буги) Яалон на встрече в Тель-Авивском Университете. 2025

Моше́ «Буги» Яало́н (ивр. משה יעלון‎; при рождении Моше Смилянский; род. 24 июня 1950 года, Кирьят-Хаим, Израиль) — израильский политик, бывший начальник генерального штаба Армии обороны Израиля, министр обороны Израиля (18 марта 2013—30 мая 2016).

## Биография
Родился в городе Кирьят-Хаим, в семье выходцев с Украины. Фамилия при рождении — Смилянский. Прозвище «Буги» получил в детстве, от друзей. При переезде в кибуц сменил фамилию на Яалон, по имени группы из движения «Учащаяся и работающая молодёжь» (ивр. הנוער העובד והלומד‎). В кибуце работал в коровнике и трактористом. Женат, трое детей. Окончил Хайфский университет.

### Карьера в армии
В 1968 году был призван в ЦАХАЛ, в пехотную бригаду Нахаль. В 1971 году закончил службу в звании старшего сержанта. Во время войны Судного дня в составе 55-й дивизии участвовал в захвате Суэцкого канала. После окончания войны возвратился на действительную службу и с отличием закончил офицерские курсы. В конце 70-х гг. назначен на должность командира разведроты бригады «Цанханим». В должности заместителя командира Сайерет Маткаль принимал участие в операции «Мир Галилее» (Ливанская война (1982)). В 1985 году был ранен в схватке с террористами. После выздоровления направлен на учёбу в штабной колледж Кемберли, в Великобританию, после окончания назначен командиром Сайерет Маткаль в звании подполковника. В апреле 1988 года лично возглавлял ударный отряд, направленный в Тунис для ликвидации Абу Джихада.
В 1990 году возглавил бригаду «Цанханим». В 1998 году назначен командующим Центрального военного округа. 9 июля 2002 года сменил Шауля Мофаза в должности начальника Генштаба Израиля.
В 2005 году министр обороны Израиля Ш. Мофаз не продлил каденцию Яалона ещё на год, и Яалон подал в отставку. По утверждению Яалона, причиной непродления каденции стали его разногласия в оценке ухода армии и поселенцев из Газы с премьер-министром Израиля Ариэлем Шароном, что не получило подтверждения из каких-либо независимых источников.

### После армии
В 2008 году выпустил книгу воспоминаний «Длинная короткая дорога» (ивр. דרך ארוכה קצרה‎).
В ноябре 2008 года Яалон вступил в партию Ликуд и прошёл в Кнессет 18-го созыва. На внутренних праймериз в Ликуде занял 8-е место в списке партии.
В 2009 году в сформированном Биньямином Нетаньяху правительстве, Яалон занимал посты министра по стратегическим делам, заместителя премьер-министра и члена Кабинета по безопасности.
Перед выборами в кнессет 19-го созыва получил 12-е место в предвыборном списке Ликуд — НДИ. В третьем правительстве Нетаньяху занимал посты министра обороны и первого заместителя премьер-министра. Во время болезни и госпитализации Нетаньяху в августе 2013 года исполнял обязанности премьер-министра. В четвёртом правительстве Нетаньяху сохранил за собой пост министра обороны до 22 мая 2016 года. Когда стало известно о грядущем назначении министром Авигдора Либермана в ходе переговоров о присоединении НДИ к правяшей коалиции, подал в отставку, а также вышел из Кнессета, где его сменил следующий по списку кандидат от Ликуда, Иегуда Глик.